# Uvs Nuur
Uvs Nuur (Mongools: Увс Нуур, Toevaans: Убсу-Нур, Ubsu Nur) is het grootste meer van Mongolië. Het ligt op 753 meter boven zeeniveau en heeft een oppervlakte van 3350 km². Een deel ervan ligt in de Russische autonome republiek Toeva. De grootste nederzetting op de oever van het meer is Ulaangom, hoofdstad van de provincie Uvs.
Deze ondiepe, zeer zoute watervlakte is het overblijfsel van een grote zoute zee die enkele duizenden jaren geleden een veel groter oppervlak had. Het meer ligt in het midden van het bekken van Uvs Nuur dat een oppervlakte heeft van 70.000 km² en deel uitmaakt van de Grote Merendepressie. Vanwege het grote biologische en ecologische belang is het gebied in 2003 toegevoegd aan de Werelderfgoedlijst van de UNESCO, onder de naam Uvs Nur Basin (Het bekken van Uvs Nuur).

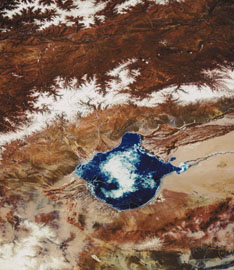
Satellietfoto van Uvs Nuur

Het Uvs Nuurbekken bestaat uit een groot aantal uiteenlopende ecosystemen die de grote biomen van oostelijk Eurazië vertegenwoordigen, waar een aantal endemische planten voorkomen. Hoewel het bekken bewoond is en al duizenden jaren gebruikt wordt door nomadische herders, vormen de bergen, bossen, steppen en woestijnen die het gebied rijk is, zeer belangrijke habitats voor een grote variëteit aan wild, waaronder een aantal bedreigde soorten.
In het ecosysteem van de steppe komt een uitgebreide verzameling vogels voor en in de woestijn leven diverse zeldzame woestijnratten en jerboa's en de gevlekte bunzing. De bergen bieden een goede schuilplaats aan de sneeuwpanter, die wereldwijd met uitsterven wordt bedreigd, de argali (reuzenschaap) en de Siberische steenbok (Capra sibirica). Het meer is een belangrijke habitat voor watervogels en trekvogels die vanuit Siberië op weg zijn naar het zuiden.
Uvs Nuur-bekken · Cultuurlandschap van de Orhonvallei · Gehelen van petrogliefen van de Mongoolse Altaj · Grote Burkhan Khaldunberg en het omliggende heilige landschap · Landschappen van Daurië
Dal van de Bikinrivier (met Centraal Sichote-Alingebergte) · Koerse Schoorwal · Ensemble van het Ferapontovklooster · Gouden bergen van Altaj · Hemelvaartskerk, Kolomenskoje · Historisch en architectonisch complex van het Kremlin van Kazan · Kizji Pogost · Baikalmeer · Citadel, oude stad en vestingwerken van Derbent · Historische monumenten van Novgorod en omgeving · Kremlin en Rode Plein, Moskou · Ensemble van het Novodevitsjiklooster · Historisch centrum van Sint-Petersburg en bijbehorende groepen van monumenten · Cultureel en historisch ensemble van de Solovetski-eilanden · Geodetische boog van Struve · Architectonisch ensemble van de Triniti Sergius Lavra in Sergiev Posad · Uvs Nuurbekken · Maagdelijke wouden van Komi · Vulkanen van Kamtsjatka · Westelijke Kaukasus · Witte monumenten van Vladimir en Soezdal · Natuurlijk systeem van het Wrangel-eilandreservaat · Historisch centrum van de stad Jaroslav · Historisch en archeologisch complex van Bolgar · Landschappen van Daurië · Hemelvaartkathedraal en -klooster van het dorpseiland Svijasjk · Kerken van de architectuurschool van Pskov · Petrogliefen van het Onegameer en de Witte Zee · Cultureel landschap van het Kenozeromeer
- Bibliothèque nationale de France: cb15089826k (data)
- Gemeinsame Normdatei: 4460916-4
- Library of Congress Control Number: sh97004768
- Nationale Bibliotheek van Israël: 987007565148105171
- Virtual International Authority File: 125615668